# Amerikaans-Nederlandse betrekkingen
De Amerikaans-Nederlandse betrekkingen zijn de internationale betrekkingen tussen Nederland en de Verenigde Staten. Beide landen zijn 'goede vrienden' van elkaar, wat in de loop van de jaren door diverse regeringsleiders over en weer is benadrukt.

## Landenvergelijking
|                 | Verenigde Staten                                                                    | Koninkrijk der Nederlanden                                                                                                |
| --------------- | ----------------------------------------------------------------------------------- | --- |
| Bevolking       | 332.639.102 (2020)                                                                  | 17.595.017 (2020) |
| Oppervlakte     | 9.826.675 km²                                                                       | 42.201 km² |
| Dichtheid       | 33,9/km² (2020)                                                                     | 416,9/km² (2020) |
| Hoofdstad       | Washington D.C.                                                                     | Amsterdam |
| Regeringsvorm   | Federale republiek                                                                  | Constitutionele monarchie - Parlementaire democratie                                                                      |
| Officiële talen | Engels                                                                              | Nederlands (Lokale talen: Fries, Papiaments, Engels)                                                                      |
| Religie         | 79,8% christelijk, 1,4% joods, 0,6% moslim, 0,5% boeddhistisch, 15,0% geen gezindte | 27,0% Rooms-katholiek, 15,7% protestant, 1,0% overig christelijk, 5,7% moslim, 2,3% overige religies, 48,2% geen gezindte |

## Geschiedenis
De Amerikaans-Nederlandse betrekkingen gaan terug tot de Amerikaanse Revolutie. In de laatste helft van de 16de eeuw begonnen de Nederlanders en andere Europeanen de oostkust van de Verenigde Staten te koloniseren. De Nederlanders noemde hun gebied Nieuw-Nederland die een kolonie van Nederland werd. De hoofdstad van deze kolonie was Nieuw-Amsterdam dat nu New York is. De huidige vlag van New York is gebaseerd op de vlag van de Republiek der Zeven Verenigde Nederlanden (de Prinsenvlag).
Nederland was het eerste Europees land dat diplomatieke relaties met de Verenigde Staten begon. John Adams, de latere president, was de eerste ambassadeur van de Verenigde Staten in Nederland. Op 17 april 1782 werd John Adams ontvangen door de Staten-Generaal. Het huis dat Adams startte aan de Fluwelen Burgwal 18 in Den Haag was de eerste ambassade van de Verenigde Staten in de wereld. Op 8 oktober van dat jaar werd het Amerikaans-Nederlandse handels- en vriendschapsverdrag getekend.

## Internationale organisaties
De Verenigde Staten en Nederland hebben vaak vergelijkbare posities en werken samen aan bilaterale en militaire betrekkingen in de organisaties de Verenigde Naties en de NAVO. De Nederlanders werken ook samen in de Wereldhandelsorganisatie en in de Organisatie voor Economische Samenwerking en Ontwikkeling.
De Verenigde Staten en Nederland werden lid van de NAVO in 1949. De Nederlanders vochten samen met de Amerikanen in de Koreaanse Oorlog en in de Golfoorlog. Samen zijn ook actief in veel vredesmissies zoals in voormalig Joegoslavië, Afghanistan en Irak.

## Ambassades
De Verenigde Staten heeft een ambassade in Wassenaar en een consulaat-generaal in Amsterdam. Op Curaçao in Willemstad heeft de Verenigde Staten ook een consulaat-generaal.
Nederland heeft een ambassade in Washington D.C.. Nederland heeft consulaten-generaal in Chicago, San Francisco, Miami en New York. Nederland heeft ook een consulaat in Houston.

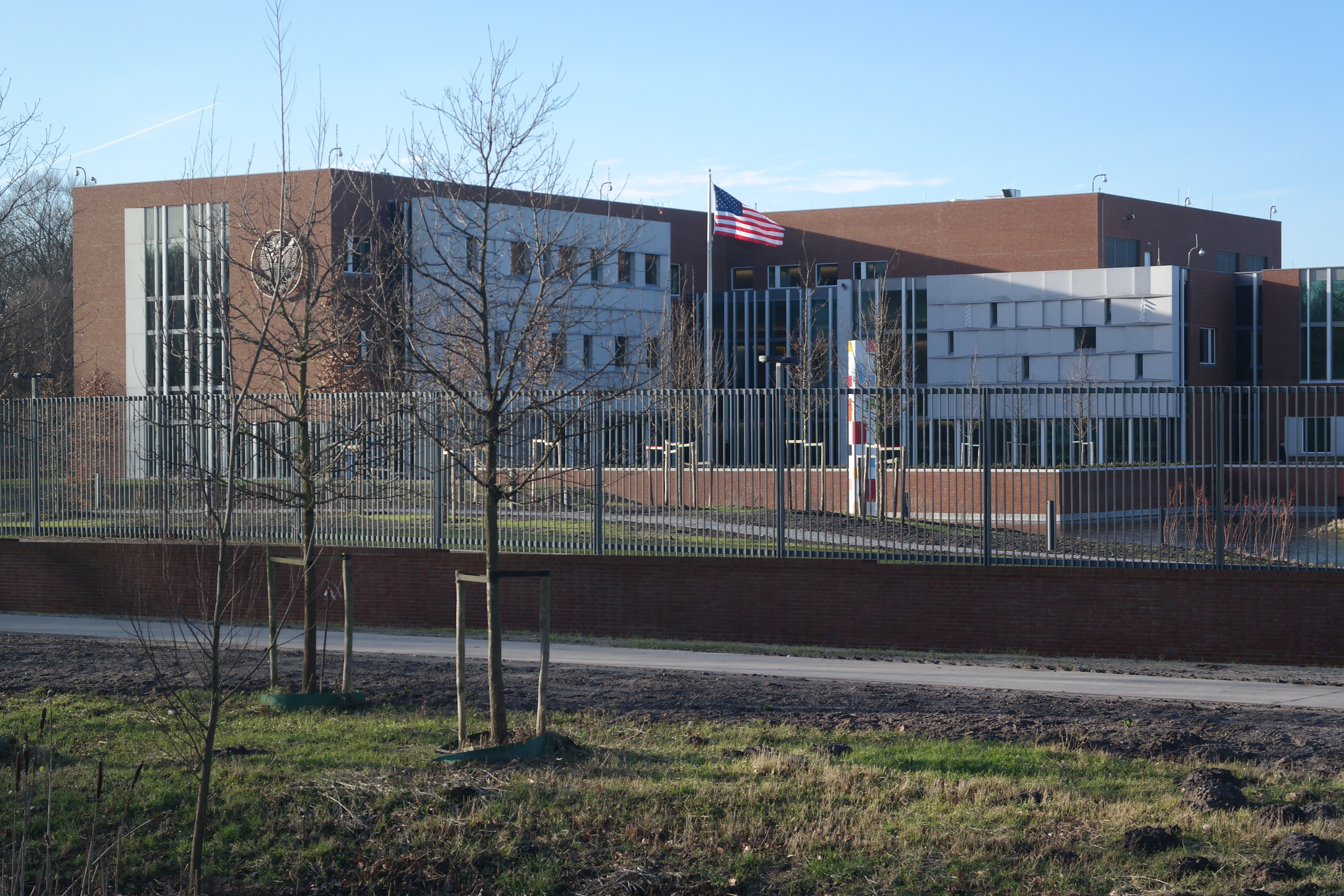
Het gebouw van de Ambassade van de Verenigde Staten in Nederland, John Adamspark 1, Wassenaar
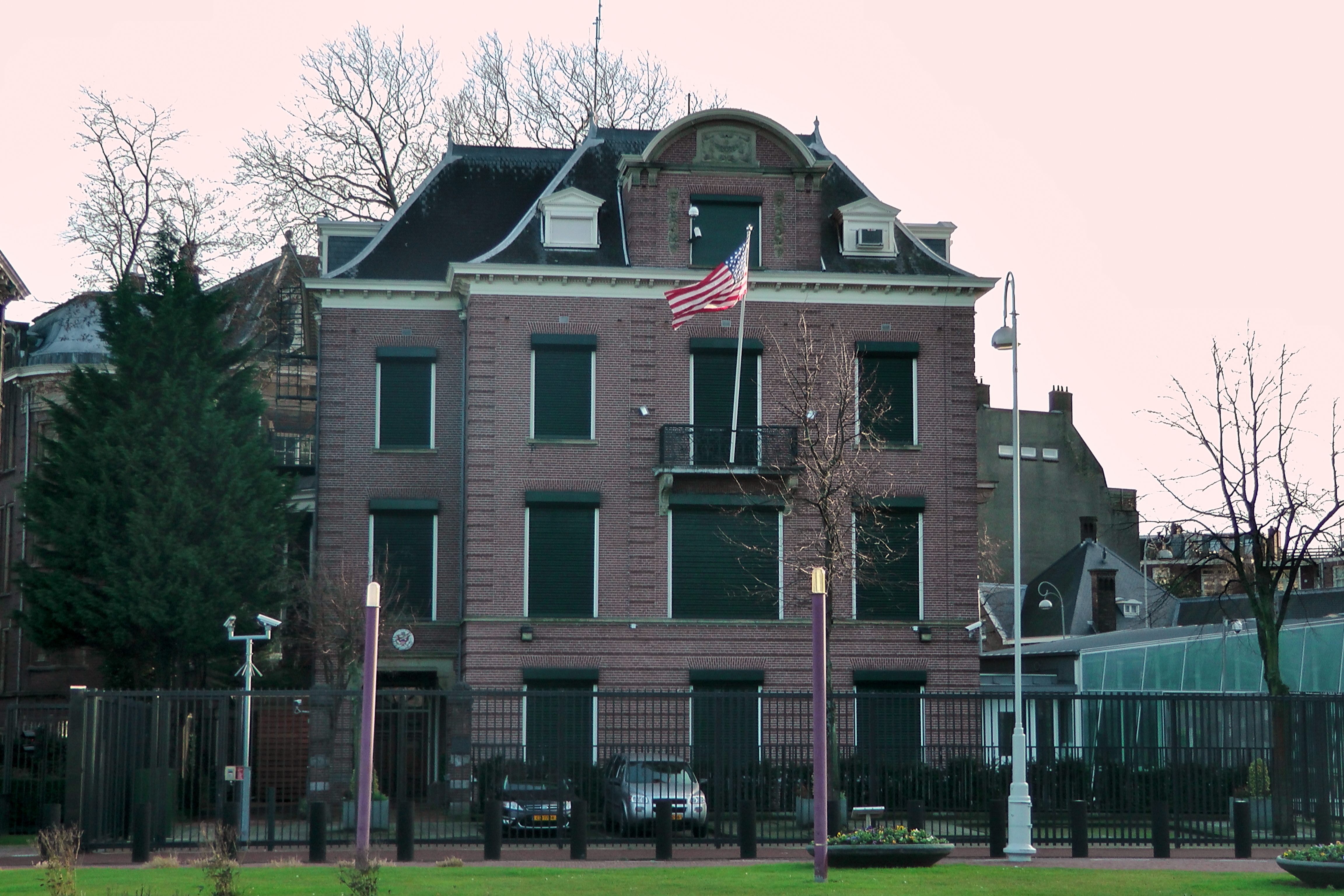
Het gebouw van het Amerikaanse consulaat-generaal in Nederland, Museumplein 19, Amsterdam
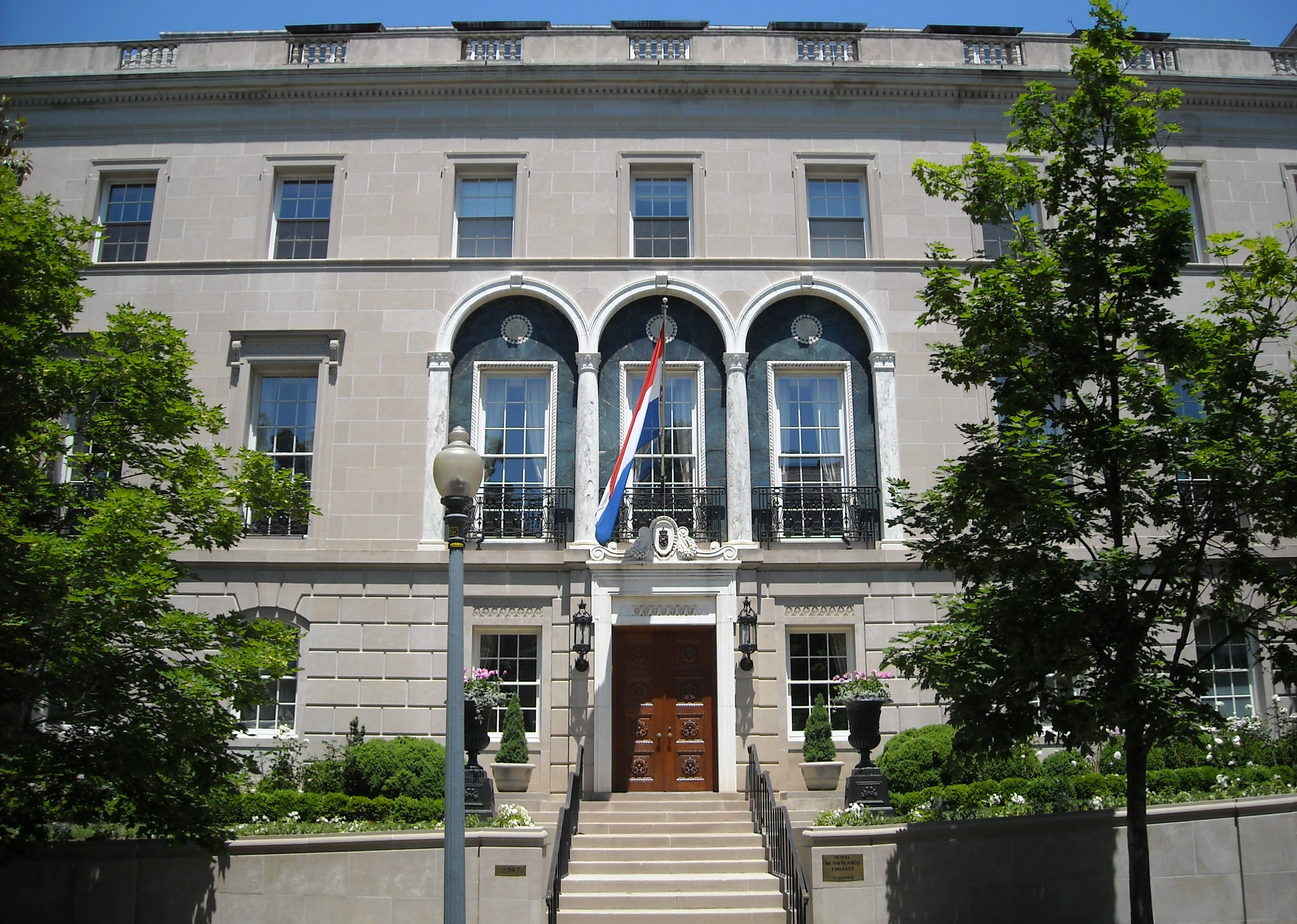
Residentie van de Nederlandse ambassadeur in Washington D.C., de hoofdstad van de Verenigde Staten
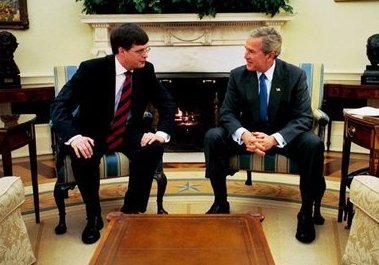
Premier Jan Peter Balkenende bezoekt president George W. Bush in het Witte Huis, 16 maart 2004
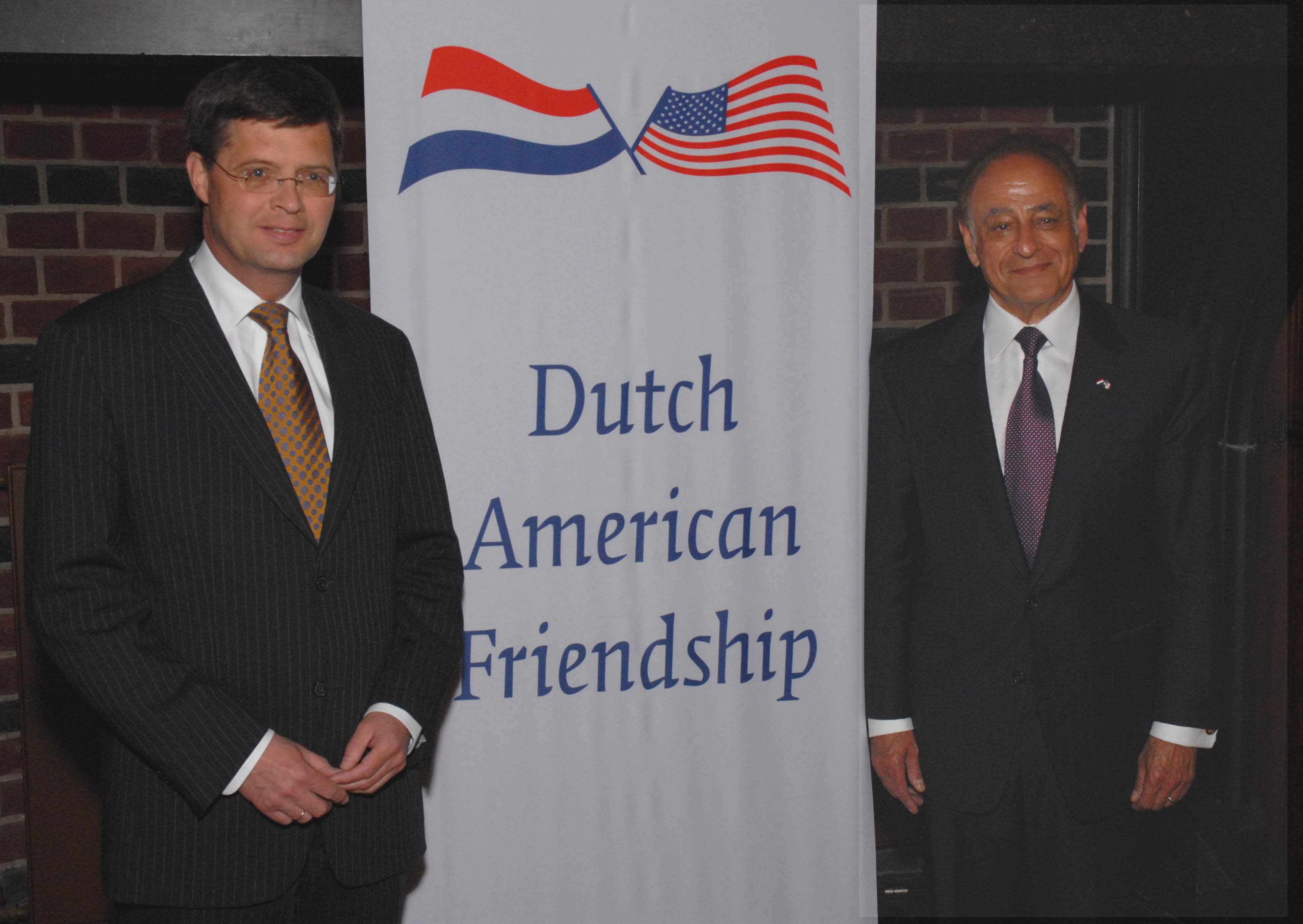
Premier Jan Peter Balkenende met de ambassadeur van de Verenigde Staten in Nederland, Roland Arnall, 19 april 2007
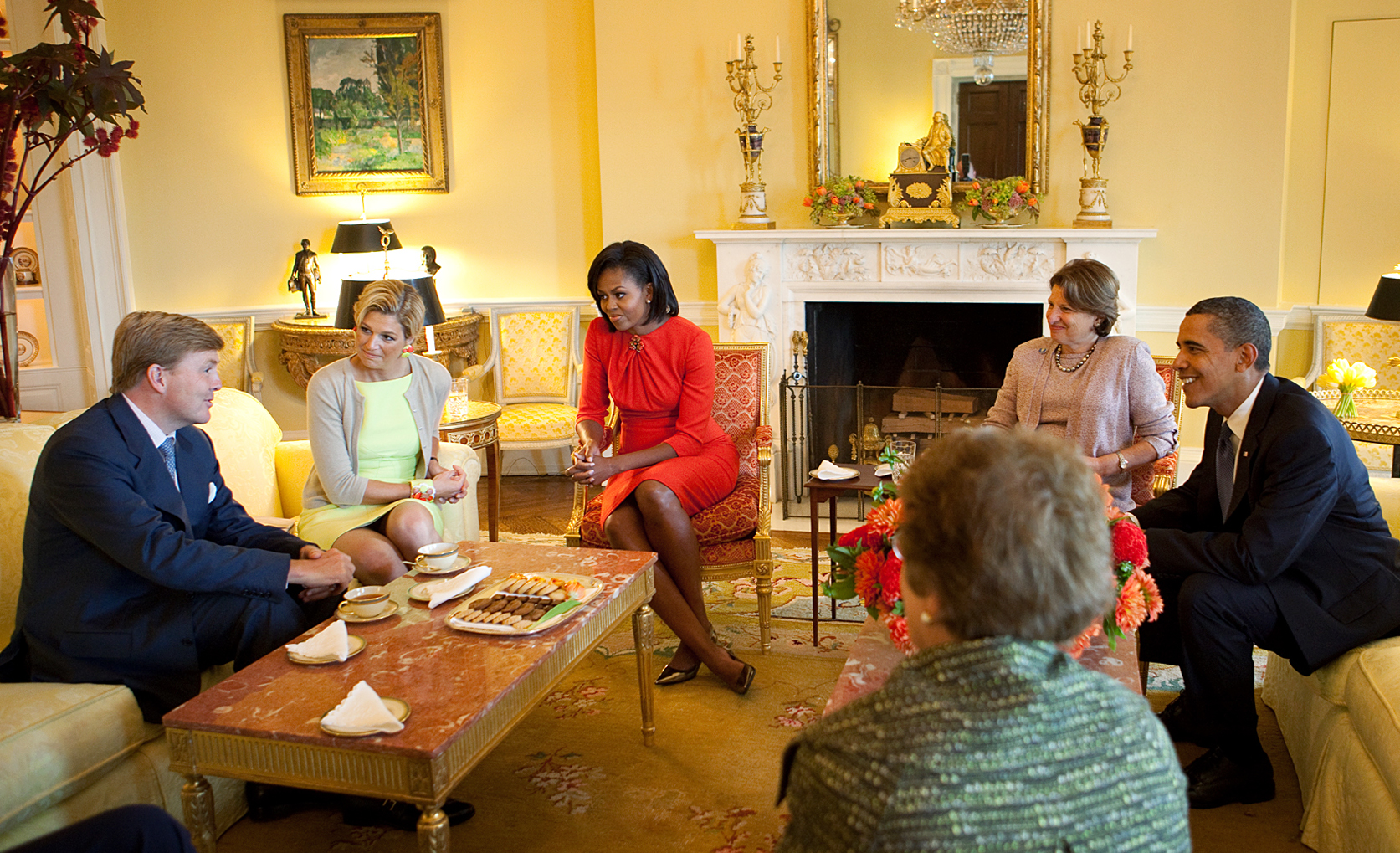
Prins Willem-Alexander en prinses Máxima Zorreguieta bezoeken president Barack Obama en first lady Michelle Obama in het Witte Huis, 11 september 2009